# Varvárovka (Anapa, Krasnodar)
Varvárovka (del ruso: Варваровка) es un seló del ókrug urbano de la ciudad-balneario de Anapa del krai de Krasnodar, en el sur de Rusia. Está situado en la cabecera del arroyo Shingar, que desemboca al sur en la orilla nororiental del mar Negro, 6 km al sureste de la ciudad de Anapa y 128 km al oeste de Krasnodar. Tenía 2 057 habitantes en 2010.
Pertenece al municipio rural Supsejskoye.